# Nina Dmitrijewna Sinitschenkowa
Nina Dmitrijewna Sinitschenkowa, russisch Нина Дмитриевна Синиченкова, englische Transkription Sinitshenkova, Sinichenkova oder Sinitchenkova, (* 30. Juni 1946 in Moskau) ist eine russische Paläoentomologin.
Sinitschenkowa studierte an der Lomonossow-Universität Entomologie mit dem Abschluss 1972 und war dann am Paläontologischen Institut der Sowjetischen Akademie der Wissenschaften (PIN RAN), an dem sie seitdem forscht und 1985 promoviert wurde (Kandidatentitel, über Steinfliegen des Mesozoikums). 1993 bis 1995 war sie dort stellvertretende Direktorin für Wissenschaft und ab 1996 leitende Wissenschaftlerin.
Sie befasst sich besonders mit Paläontologie von Steinfliegen (Plecoptera), Eintagsfliegen (Ephemeroptera) und den ausgestorbenen Ordnungen Palaeodictyoptera,  Megasecoptera und Diaphanoptera.

## Erstbeschreibungen (Auswahl)
- Gattungen: Hammephemera  SINITSHENKOWA  2011, Triassodotes SINITSHENKOVA u. MARCHAL-PAPIER 2005
- Arten: Hammephemera pulchra SINITSHENKOWA  2011, Triassodotes vogesiacus SINITSHENKOVA, MARCHAL-PAPIER, GRAUVOGEL-STAMM und GALL 2005

## Schriften
- Die historische Entwicklung von Steinfliegen, Abhandlungen Paläontolog. Inst. Russ. Akad. Wiss.,  221, 1987 (russisch)
- Palaeontology of stoneflies. In: P. Landolt & M. Sartori (Hrsg.) Ephemeroptera & Plecoptera: Biology-Ecology-Systematics. Fribourg, 1997, S. 561–565.
- Kapitel über die Ordnungen Dictyoneurida, Mischopteridae, Permothemistida in A. P. Rasnitsyn, B. B. Rohdendorf: Historische Entwicklung der Insekten, Nauka 1981 (russisch)
- mit O. A. Tshernova, N. Yu. Kluge, V. V. Belov: Die Ordnung Ephemeroptera – Maifliegen. In: P. A. Ler (Hrsg.) Schlüssel zu den Insekten im fernen Osten der UdSSR, Band 1,  Apterygotans, Palaeopterans, Hemimetabolans, Leningrad, Nauka 1986, S. 99–142 (russisch).
- A review of Triassic mayflies, with a description of new species from Western Siberia and Ukraine (Ephemerida=Ephemeroptera). Paleontol. J. 34 (Suppl. 3), 2000, S. 275–383.
- Main ecological events in aquatic insects history. Acta zoologica cracoviensia 46 (suppl. - Fossil Insects), 2003, S. 381–392.
- mit F. Marchal-Papier,   Léa Grauvogel-Stamm,  Jean-Claude Gall: The Ephemeridea (Insecta) from the Grès à Voltzia (early Middle Triassic) of the Vosges (NE France). Paläontologische Zeitschrift 79, 2005, S. 377–397
- mit A. Bashkuev, J. Sell, D. Aristov,  A. Ponomarenko, H. Mahler:  Insects from the Buntsandstein of Lower Franconia and Thuringia, Palaeontologische Zeitschrift 86, 2012, 175–185